# Matteo Boe
Matteo Luca Boe, noto come Matteo Boe (Lula, 9 novembre 1957), è un criminale italiano.
È stato uno dei principali esponenti del banditismo sardo, divenuto famoso per essere riuscito, unico nella storia, a evadere dal carcere di massima sicurezza dell'Isola dell'Asinara.

## Biografia
Arrestato e condannato a 16 anni di carcere a seguito del sequestro di Sara Niccoli, Boe riuscì a fuggire dall'Asinara il primo settembre 1986 e in seguito venne inserito nell'elenco dei 30 latitanti più pericolosi d'Italia. In questa impresa fu aiutato da un compagno di cella, Salvatore Duras, e dalla sua ex compagna Laura Manfredi, che lo attese su un gommone. Per questa evasione si vide infliggere altri quattro anni di carcere. Nel 1988 fu coinvolto nel sequestro dell'imprenditore romano Giulio De Angelis, rapito in Costa Smeralda il 12 giugno e liberato il 31 ottobre dello stesso anno dopo il pagamento di 3 miliardi di lire come riscatto.

### Il sequestro Kassam
Da latitante viene indicato come uno degli artefici del Sequestro di Farouk Kassam. Il 13 ottobre 1992 viene arrestato, su indicazione delle Questure di Nuoro e Sassari, dalla polizia francese a Porto Vecchio in Corsica, dove stava trascorrendo qualche giorno assieme alla compagna e ai tre figli Luisa, Luca e Andrea. Trasferito in carcere a Marsiglia, sotto accusa per possesso d'armi e dichiarazione di false generalità, viene formalmente indicato dalla magistratura italiana come uno dei mandanti e degli esecutori materiali del sequestro Kassam, motivo per il quale viene formulata la richiesta di estradizione.
Nel 1995 viene estradato per il processo relativo al sequestro Kassam, a seguito del quale sarà condannato nel 1996 a venti anni di carcere.

### L'omicidio della figlia Luisa
Il 25 novembre del 2003 venne uccisa in un agguato a Lula la figlia primogenita, Luisa Manfredi, di 14 anni. L'obiettivo della scarica di pallettoni, che la ferì mortalmente alla tempia mentre per stendere i panni si affacciava al balcone della casa, secondo gli inquirenti era forse la madre Laura Manfredi, data la notevole somiglianza tra madre e figlia.
Per il delitto si sviluppano tre piste investigative: una tiene in considerazione l'omicidio passionale, per il quale risultò indagato un ventiquattrenne poi completamente scagionato dalla Cassazione, mentre un’altra ipotesi è quella della matrice politica, viste le posizioni politiche di estrema sinistra, sempre esplicitamente manifestate, di Laura Manfredi e le minacce ricevute tramite volantini distribuiti a Lula per le elezioni che dopo 10 anni avevano dato nuovamente un sindaco al paese sardo. L’ultima ipotesi vede protagonista una teoria secondo la quale il mandante dell’omicidio sarebbe stato il padre del bambino rapito anni prima da Boe, teoria che va per la maggiore soprattutto in Sardegna.
Laura Manfredi ha voluto far trasferire la salma di Luisa nel cimitero di Castelvetro di Modena, sua città natale, in Emilia-Romagna, trasferendosi lì insieme agli altri due figli avuti con Matteo Boe. Il 28 luglio 2009, a seguito di un ricorso in Cassazione contro l'archiviazione disposta dal gip di Nuoro, l'inchiesta viene riaperta; il GIP ordina dunque alla Procura nuovi accertamenti sul bossolo da cui partì la fucilata, per cercare tracce organiche utili a risalire al DNA dell'assassino.

### La scarcerazione
Il 6 giugno 2017 viene annunciata la sua scarcerazione dopo 25 anni di carcere, avvenuta poi il 25 giugno.
Attualmente Matteo Boe conduce una tranquilla vita da pastore a Lula.